# Chionachne macrophylla
Chionachne macrophylla är en gräsart som först beskrevs av George Bentham, och fick sitt nu gällande namn av Clayton. Chionachne macrophylla ingår i släktet Chionachne och familjen gräs. Inga underarter finns listade i Catalogue of Life.